# Kunstpreis Robert Schuman
Der Kunstpreis Robert Schuman (französisch Prix Robert Schuman) ist ein Kunstpreis, der alle zwei Jahre von den QuattroPole-Städten Saarbrücken, Trier, Luxemburg und Metz vergeben wird. Der Preis ist nach dem Politiker Robert Schuman benannt und wurde 1991 als grenzüberschreitendes Projekt gegründet.

## Konzept
Der Preis wird alle zwei Jahre vergeben. Jede der QuattroPole-Städte Saarbrücken, Trier, Luxemburg und Metz benennt einen Kurator, der je vier Künstler nominiert, die mit der jeweiligen Stadt eng verbunden sind. Eine achtköpfige Jury kürz dann den Preisträger. Austragungsort ist jeweils eine der Städte, die Nominierten werden in einer Ausstellung präsentiert. Das Preisgeld beträgt 10.000 Euro.

## Preisträger
- 1991: Marie-Paule Schroeder, Luxemburg[2]
- 1995: Wolfgang Nestler, Saarbrücken[2]
- 1997: Andrea van der Straeten, Trier[2]
- 1999: Dominique Petitgrand, Metz[2]
- 2001: Su-Mei Tse, Luxemburg[2]
- 2003: Philippe Jacq, Luxemburg[2]
- 2005: Margit Schäfer, Saarbrücken[2]
- 2007: Pia Müller, Trier[2]
- 2009: Julien Grossmann, Metz[2]
- 2011: Simon Rummel, Trier, und Mathis Collins, Metz[2]
- 2013: Elodie Lanotte, Metz[2]
- 2015: Gaby Peters, Trier[3]
- 2018: Thilo Seidel, Saarbrücken[2]
- 2021: Akosua Viktoria Adu-Sanyah, Saarbrücken[1]
- 2023: Lisa Kohl, Trier[4]